# ノエル・バーチ
ノエル・バーチ（Noël Burch、1932年 サンフランシスコ - ）は、アメリカ合衆国・フランスの映画批評家である。「制度的表象モード」といった、映画学者によって一般的に用いられている語への貢献、および、『Theory of Film Practice』あるいは『La lucarne de L'Infini』といった書物のなかに集積された彼の理論で知られる。

## 来歴・人物
1932年、アメリカ合衆国・カリフォルニア州サンフランシスコに生まれる。1951年に渡仏し、パリの高等映画学院に学ぶ。音楽家・録音技師のミシェル・ファノの助手や、当時フランスで撮影をしていたプレストン・スタージェスの助監督を経験した。
1959年、ヌーヴェルヴァーグの映画監督で映画理論家のピエール・カストの監督作『Le Bel âge』に助監督としてついている。また、アンドレ・S・ラバルトとの交流から、『われらの時代のシネアストたち』で2本、ラバルトと共同監督をしている。短篇映画も数本撮っており、ヌーヴェルヴァーグによって形成された知識人に関係している。
1972年から1981年にかけて、イギリス・ロンドンのロイヤル・カレッジ・オブ・アート、スレイド美術大学、ベルギー・ブリュッセルの放送芸術学院、ニューヨーク大学映画学部、オハイオ州立大学の写真映画学部で教える。
1995年に撮ったドキュメンタリー、『Red Hollywood』には、ポール・ジャリコ、アルフレッド・ルイス・レヴィット、エイブラハム・ポロンスキーといった「赤狩り」の時代のハリウッドの映画作家たちを捉えた（ハリウッド・ブラックリスト参照）。
著書『To The Distant Observer』は、バーチ自身の反構造主義的でマルクス主義的イデオロギーのために、日本の美意識の利己的で限定的な理想化をしばしば批判されるが、その一方で、西欧人の書いた日本映画のもっとも強力な歴史でありつづけている。小津安二郎や溝口健二についてのバーチの著作は、日本でも抄訳が雑誌やアンソロジー的書籍にたびたび収録されている。

## フィルモグラフィ
- Le Bel âge　1959年　助監督　監督・脚本ピエール・カスト、共同脚本・出演ジャック・ドニオル＝ヴァルクローズ、原作アルベルト・モラヴィア、撮影監督ギスラン・クロケ、録音ミシェル・ファノ、音楽ジョルジュ・ドルリュー、出演ボリス・ヴィアン、ジャン＝クロード・ブリアリ
- Noviciat　短篇　1964年　監督　出演アンドレ・S・ラバルト
- Marie et le curé　短篇　1967年　プロデューサー・撮影監督　監督・脚本・プロデューサー・撮影・編集ディウルカ・メドヴェツキ、出演ベルナデット・ラフォン
- われらの時代のシネアストたち Cinéastes de notre temps　テレビシリーズ

La première vague　1968年　監督　共同監督アンドレ・S・ラバルト
Rome brûle - Portrait de Shirley Clarke　1970年　監督　共同監督アンドレ・S・ラバルト
- Extérieur, nuit　1980年　原案　監督・脚本・編集ジャック・ブラル、撮影ピエール＝ウィリアム・グレン、出演クリスティーヌ・ボワソン
- What Do Those Old Films Mean?　テレビシリーズ　1985年　監督・脚本　脚本協力ベルナール・エイゼンシッツ、出演ダグラス・フェアバンクス、メアリー・ピックフォード（アーカイヴ・フッテージ）
- Red Hollywood　ドキュメンタリービデオ映画　1995年　監督　共同監督トム・アンダーソン、出演ポール・ジャリコ、アルフレッド・ルイス・レヴィット、エイブラハム・ポロンスキー、ビリー・ウッドベリー
- Aller simple (Tres historias del Río de la Plata)　ドキュメンタリー　1998年　監督・脚本　出演ジャック・ビドゥ、ジャン＝マルク・ボリー

## 著書
- Theory of Film Practice ISBN 0436097044
- La lucarne de L'Infini ISBN 2091907219
- To The Distant Observer ISBN 0859674908

## 関連事項
- 制度的表象モード（Institutional Mode of Representation）
- ポール・ジャリコ（Paul Jarrico）
- アルフレッド・ルイス・レヴィット（Alfred Lewis Levitt）
- エイブラハム・ポロンスキー（Abraham Polonsky）
- ビリー・ウッドベリー（Billy Woodberry）
- ベルナール・エイゼンシッツ
- クリスティーヌ・ボワッソン（Christine Boisson）
- ジャック・ブラル（Jacques Bral）